# Sastmola å

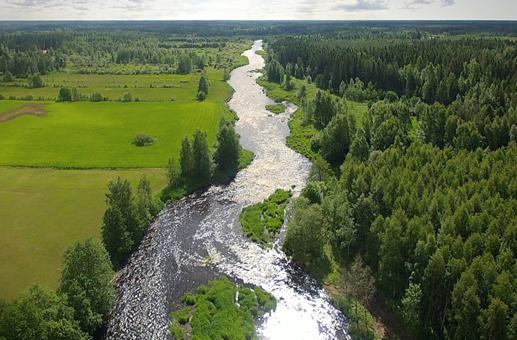
En fors i Sastsmola å

Sastmola å (finska Merikarvianjoki) är ett vattendrag i västra Finland. Den ligger i kommuner Sastmola och Siikais i landskapet Satakunta. Sastmola å rinner från sjön Isojärvi och mynnar i Bottenhavet. Vattendraget är en av de tre Karvia ås utlopp. De andra är Norrmark å och Norrån.